# リング (コンピュータゲーム)
『リング』は、アスミック・エース エンタテインメントが開発し、ドリームキャスト向けに2000年2月24日に発売したサバイバルホラーゲーム。同年9月29日に北米でも『The Ring: Terror's Realm』名義でInfogramesから発売された。本作は、映画『リング』（1998年）と米国リメイク版『ザ・リング』（2002年）の原作小説「リングシリーズ」（鈴木光司著）をベースとしている。

## プロット
メグ・レインマンは米国疾病対策センター（Centers for Disease Control、CDC）に新規採用された研究者である。メグの彼氏のロバートは同じ日に不審な死を遂げた4人のCDC職員の一人であり、彼らをつなぐ唯一のものは彼らのコンピュータから見つかったプログラム「RING」であった。CDCが封鎖され、メグは同僚と一緒にセンターに閉じ込められてしまう。CDC内部でメグはロバートの死と「RING」の裏側にある真実を見つけなければならない。

## キャラクター
メグ・レインマン
本作の主人公。ロバートがゲームの開始時に死亡した後、CDCでロバートの地位を引き継ぐ。
ロバート
CDCの研究者。彼と3人の同僚が同じ日に死亡する前にリングウイルスに取り組んでいた。
ジャック・ニクソン
記者。メグとロバートの友人で、家も近所同士である。
ジョン・ブラッド
CDCのボス
クリス
CDCの同僚。1階で勤務している。
キャシー
CDCの同僚で、ルキノの恋人。トラブルメーカー。
ティモシー
CDCで勤務する老医師。
ルキノ
CDCの警備主任で、キャシーとは恋人同士。両耳に2つ、鼻と左目に1つ、合計6つのピアスを付けている。

## 反響
日本のゲーム系ニュースサイト「AUTOMATON」のライター・Misuno Naohikoによると、本作の内容は映画『リング』（1998年）とはかけ離れていたために、当時のファンが戸惑いを感じたとされている。

## 評価
レビュー収集サイトのGameRankingsによると、ゲームは「批判的な」レビューを受けた。  
「AUTOMATON」のライター・Misuno Naohikoは、本作の操作性の悪さやロード時間の長さを指摘し、かつ映画版『リング』特有の湿り気のある気持ち悪さもなく、敵キャラクターも映画版の内容とは異なるため、「リング」というタイトルを付けるべきではなかったとしている。それでもMisunoは数少ない『リング』のゲーム化作品であることに加え、名作になる可能性はあるとし、『リング』という最高のタイトルを使っているからには、もう少し作りこんでほしいと述べている。